# Niedźwiedziniec (Chorzów)
Niedźwiedziniec (niem. Bärenhof) − oficjalna część miasta, osiedle w Chorzowa-Batorego, dawny folwark założony w XVII wieku i obszar dworski, wchodzący później w skład osady Radoszowy, wraz z nią włączony w 1906 roku do Kochłowic. Po II wojnie światowej włączony do Chorzowa. 

## Historia
W 1623 roku na terenie dzisiejszego Niedźwiedzińca powstał folwark, do którego należały lasy osady Radoszowy. Nazwa „Niedźwiedziniec” stanowi nawiązanie do występowania dzikich zwierząt (np. niedźwiedzi) w pobliskich lasach.
W 1885 roku mieszkało tu 568 osób. 
W okresie dwudziestolecia międzywojennego na terenie Niedźwiedzińca odbywały się ćwiczenia funkcjonariuszy policji śląskiej.

## Zabudowania

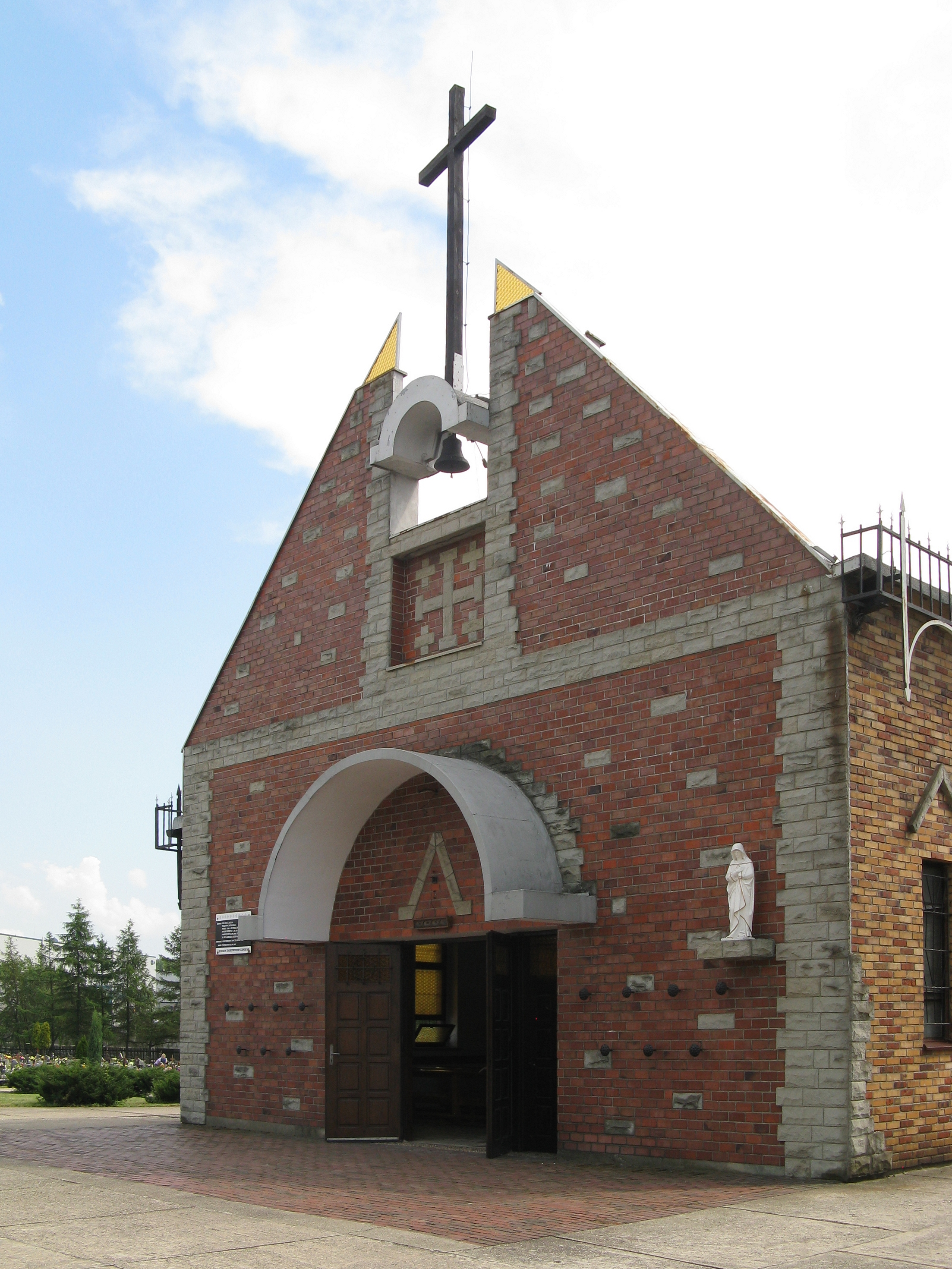
Fasada kaplicy na cmentarzu w 2018 roku

Na tym terenie powstały osiedla: tzw. „Stare Osiedle”, Osiedle ks. Czempiela (dawniej XXV-lecia PRL), Osiedle Hutników (dawniej XXX-lecia PRL) i osiedle domków jednorodzinnych. W 2010 roku przy ulicy Niedźwiedziniec rozpoczęła się budowa nowego osiedla składającego się z 12 budynków wielorodzinnych.
W 1971 roku założono rodzinny ogród działkowy ”Niedźwiedziniec”. Przy osiedlu znajduje się cmentarz założony w 1991 roku, należący do parafii Jezusa Chrystusa Dobrego Pasterza w Chorzowie Batorym, a na jego terenie parafia Wniebowzięcia Najświętszej Maryi Panny w Chorzowie Batorym wzniosła w latach 1991–1992 kaplicę pw. Pana Jezusa Zmartwychwstałego.